# Horst Reichel
Pour les articles homonymes, voir Reichel.
Horst Reichel, né le 28 mars 1982 est un triathlète professionnel allemand, vainqueur sur triathlon Ironman et Ironman 70.3.

## Palmarès
Le tableau présente les résultats les plus significatifs (podium) obtenus sur le circuit national et international de triathlon depuis 2010,.
| Année | Compétition                             | Pays       | Position           | Temps           |
| ----- | --------------------------------------- | ---------- | ------------------ | --------------- |
| 2018  | Ironman 70.3 Rügen                      | Allemagne  | Médaille de bronze | 3 h 51 min 56 s |
| 2017  | Ironman 70.3 Carthagène                 | Espagne    | Médaille d'argent  | 3 h 54 min 1 s  |
| 2017  | Challenge Heilbronn                     | Allemagne  | Médaille de bronze | 4 h 7 min 24 s  |
| 2017  | Bonn-Triathlon                          | Allemagne  | Médaille d'or      | 2 h 45 min 34 s |
| 2017  | Ironman Hambourg                        | Allemagne  | Médaille d'argent  | 8 h 22 min 27 s |
| 2016  | Ironman 70.3 Budapest                   | Hongrie    | Médaille d'argent  | 3 h 41 min 46 s |
| 2016  | Championnat d'Allemagne de triathlon MD | Allemagne  | Médaille de bronze | 3 h 56 min 57 s |
| 2016  | Challenge Budapest                      | Hongrie    | Médaille d'argent  | 3 h 41 min 46 s |
| 2016  | Challenge Tonsberg Half                 | Norvège    | Médaille d'argent  | 4 h 5 min 44 s  |
| 2015  | Frankfurt-City-Triathlon                | Allemagne  | Médaille d'argent  | 1 h 58 min 24 s |
| 2015  | Ironman 70.3 Rügen                      | Allemagne  | Médaille d'argent  | 3 h 54 min 55 s |
| 2014  | Ironman Suède                           | Suède      | Médaille d'or      | 8 h 13 min 1 s  |
| 2014  | Frankfurt-City-Triathlon                | Allemagne  | Médaille d'or      | 1 h 55 min 49 s |
| 2014  | Challenge Fuerteventura                 | Espagne    | Médaille de bronze | 4 h 3 min 50 s  |
| 2013  | Ironman 70.3 Italie                     | Italie     | Médaille d'or      | 4 h 2 min 4 s   |
| 2013  | Ironman 70.3 Luxembourg                 | Luxembourg | Médaille de bronze | 3 h 56 min 3 s  |
| 2012  | Ironman Suède                           | Suède      | Médaille de bronze | 8 h 10 min 12 s |
| 2012  | Ironman Western Australia               | Australie  | Médaille d'argent  | 8 h 34 min 49 s |
| 2012  | Ironman 70.3 Miami                      | États-Unis | Médaille de bronze | 3 h 44 min 14 s |
| 2011  | Stockholm Triathlon                     | Suède      | Médaille d'or      | 1 h 52 min 34 s |
| 2010  | Challenge Barcelona-Maresme             | Espagne    | Médaille d'argent  | 8 h 20 min 17 s |
| 2010  | Championnat d'Allemagne de triathlon MD | Allemagne  | Médaille d'argent  | Timing          |